# Benny Brown
Benny Brown (eigentlich: Benjamin Gene Brown; * 27. September 1953 in San Francisco, Kalifornien; † 1. Februar 1996) war ein US-amerikanischer Sprinter, der in den 1970er Jahren im 400-Meter-Lauf erfolgreich war.
Er erreichte bei den US-amerikanischen Landesmeisterschaften mehrfach das Finale:
- 1973: 3. in 45,9 s
- 1974: 5. in 46,0 s
- 1975: 6. in 45,82 s
- 1976: 5. in 45,38 s

Im Jahr 1975 gewann der für die University of California, Los Angeles, startende Brown in 45,34 s die NCAA-Meisterschaft. 
Seinen einzigen bedeutenden internationalen Auftritt hatte Brown 1976 bei der 4-mal-400-Meter-Staffel der Olympischen Spiele 1976 in Montreal. Die US-amerikanische Stafette gewann in der Besetzung Herman Frazier, Brown, Fred Newhouse und Maxie Parks in 2:58,65 min mit großem Vorsprung die Goldmedaille vor Polen (Silber in 3:01,43 min). Brown war der einzige Staffelläufer, der nicht auch in den Einzelrennen an den Start ging (Newhouse, Frazier und Parks erreichten alle drei das Finale).

## Persönliche Bestzeit
- 400 m: 45,08 s, 7. Juni 1975, Provo